# Erwin Gruber
Erwin Gruber (* 5. Mai 1964) ist ein österreichischer Politiker (ÖVP) und Landwirt. Gruber ist seit 1998 Bürgermeister in Gasen. Von 2002 bis 2015 war er Abgeordneter zum Steiermärkischen Landtag.

## Ausbildung und Beruf
Gruber besuchte nach der Volksschule in Gasen die Hauptschule in Birkfeld und absolvierte dort auch den Polytechnischen Lehrgang. Nach der land- und forstwirtschaftlichen Fachschule Hafendorf legte er die Prüfung zum Meister der Forstwirtschaft ab und war in der Folge als Landwirt tätig.

## Politik
Gruber war 1984 Gründungsmitglied der Landjugend-Ortsgruppe Gasen, der er zwischen 1986 und 1988 als Obmann vorstand. Danach hatte er zwischen 1987 und 1989 die Funktion des Bezirkssportreferenten der Landjugend inne und wurde 1990 in den Gasener Gemeinderat gewählt. Nachdem er von 1995 bis 1998 bereits Vizebürgermeister gewesen war, übernahm er 1998 das Amt des Bürgermeisters und wurde innerparteilich im Jahr 2000 zum Bezirksparteiobmann-Stellvertreter der ÖVP im Bezirk Weiz gewählt. Des Weiteren war er von 2001 bis 2003 Kammerobmann der Bezirkskammer für Land- und Forstwirtschaft Weiz und hat seit 2002 das Amt des Bauernbundobmanns im Bezirk Weiz inne. Gruber kam am 25. März 2003 als Nachfolger von Reinhold Lopatka in den Steiermärkischen Landtag. Dort war er Bereichssprecher für Verkehr und Volkskultur. Er selbst nennt als seine politischen Schwerpunkte hingegen die Land- und Forstwirtschaft.